# Park Narodowy Kakum

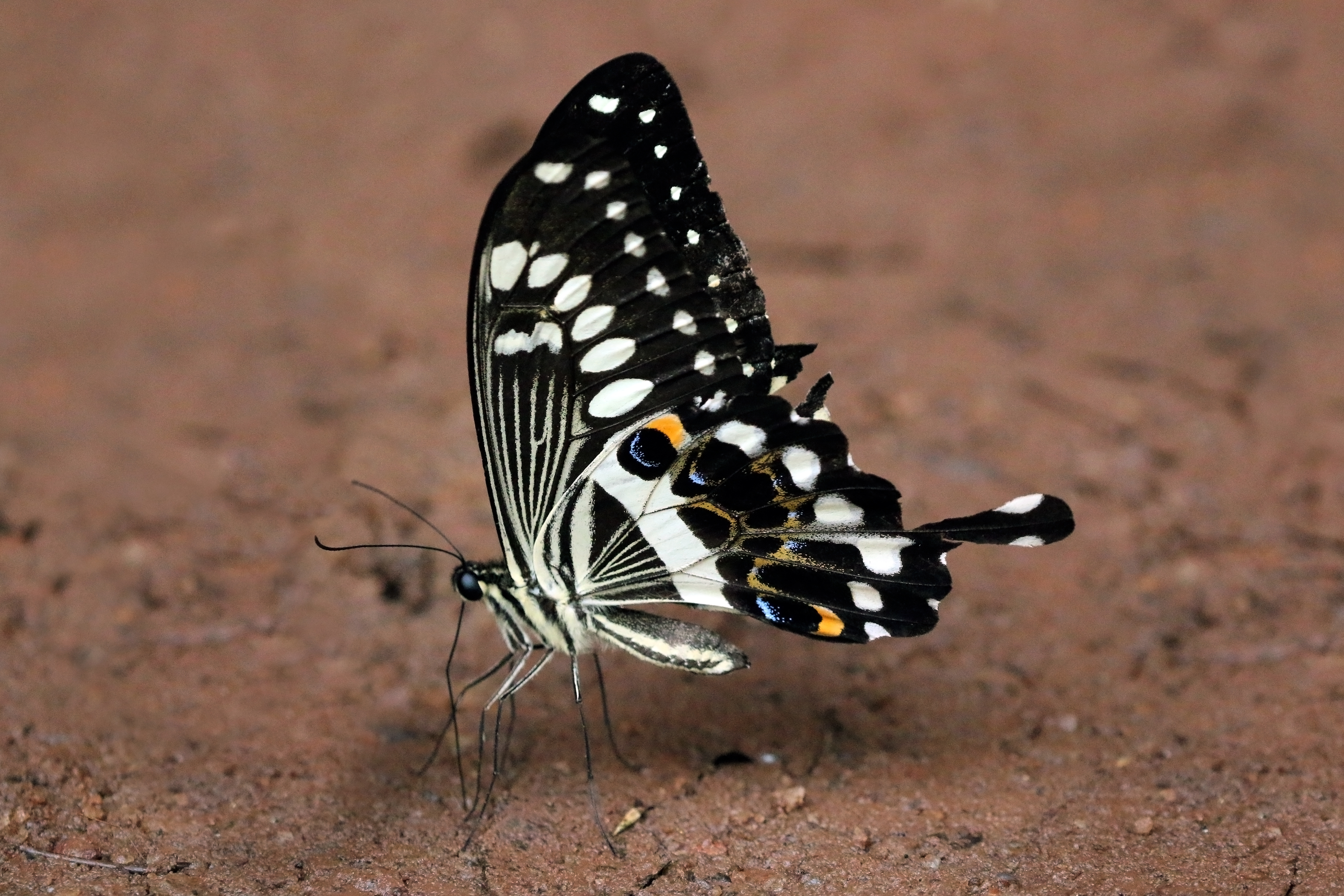
Papilio menesteus jest jednym z pół tysiąca gatunków motyli w Parku Narodowym Kakum

Park Narodowy Kakum (ang. Kakum National Park) – park narodowy położony w południowej części Ghany w Regionie Centralnym, charakteryzujący się dziewiczym lasem deszczowym, nietkniętym przez człowieka i tak gęstym, że nie przepuszcza promieni słonecznych. 
Pierwotnie wyznaczony jako rezerwat leśny w 1931 r., został ustanowiony parkiem narodowym w 1992 r., częściowo z inicjatywy lokalnych społeczności. Znajduje się 35 km na północ od Cape Coast.

## Flora i fauna
Jest naturalnym siedliskiem wielu gatunków zwierząt, w tym zagrożonego słonia leśnego (150–245 osobników). Jest domem dla około 100 gatunków ssaków, w tym rzadkich gatunków, takich jak antylopa bongo, olbrzymia świnia leśna, sześć gatunków dujkerów i lampart. Istnieje również kilka gatunków naczelnych, z których niektóre są popularne, takie jak koczkodan diana i gereza niedźwiedzia (Ursine colobus). Można też spotkać krokodyla krótkopyskiego.
Park został sklasyfikowany jako Ważna Ostoja Ptaków przez BirdLife International ze względu na obecność ponad 200 gatunków ptaków. Gatunki roślin obejmują: trichilia prieuriana (meliowate), tabernaemontana africana (toinowate), panda oleosa (pandaceae), carapa procera (meliowate), celtis mildbraedii (wiązowiec), diospyros sanza-minika (hurma), aulacocalyx jasminflora (ixoroideae) i dacryodes klaineana (osoczynowate).
Znajdują się tutaj dorzecza czterech głównych rzek, które dostarczają wodę do ponad 500 tys. ludzi. Wokół parku rozpowszechniona jest uprawa kakao.

## Turystyka
Spacer pod baldachimem jest charakterystyczną cechą parku. Powieszone chodniki wznoszą się do ponad 40 m nad poziom gruntu. Most o długości 350 metrów łączy siedem wierzchołków drzew, jest zbudowany z liny stalowej, drabin aluminiowych, desek i siatki zabezpieczającej.
Gospodarze wykorzystali rozwój ekoturystyki parku do podejmowania przedsięwzięć gospodarczych, takich jak produkcja sztuki i rzemiosła, usług gastronomicznych, przewodnictwa, festiwali i występów w oddziałach kulturalnych. Przed pandemią COVID-19 park miał ponad 100 tys. odwiedzin rocznie. 